# Ladislao II d'Ungheria
Ladislao II d'Ungheria (in ungherese II. László; in croato e in slovacco Ladislav II; Albareale, 1131 – 14 gennaio 1163) è stato un membro della famiglia degli Arpadi e pretendente al trono magiaro dal 1162 al 1163, in contesa con il nipote Stefano III.
Ladislao ereditò il titolo di bano di Bosnia da suo padre, Béla II, all'età di sei anni, ma non governò mai quella provincia. Intorno al 1160, seguì l'esempio del fratello minore, Stefano e si stabilì a Costantinopoli, ma entrambi fecero ritorno in Ungheria dopo la morte del fratello maggiore, Géza II, nel 1162. Il ritorno fu consentito dall'intervento dell'imperatore bizantino Manuele I Comneno, che sfruttò la loro posizione nel tentativo di espandere la sua sovranità sull'Ungheria. Inizialmente, l'imperatore stava progettando di assistere Stefano IV nella presa del trono, ma i signori ungheresi erano disposti ad accettare solo Ladislao come re contro il figlio del defunto Geza II, Stefano III. Sebbene il fedele sostenitore di quest'ultimo, Luca, arcivescovo di Esztergom, si fosse rifiutato di incoronare Ladislao e lo avesse scomunicato, la celebrazione venne supervisionata da Mikó, arcivescovo di Kalocsa, nel luglio 1162, ma il sovrano morì entro sei mesi di distanza dalla sua incoronazione.

## Biografia

### Primi anni

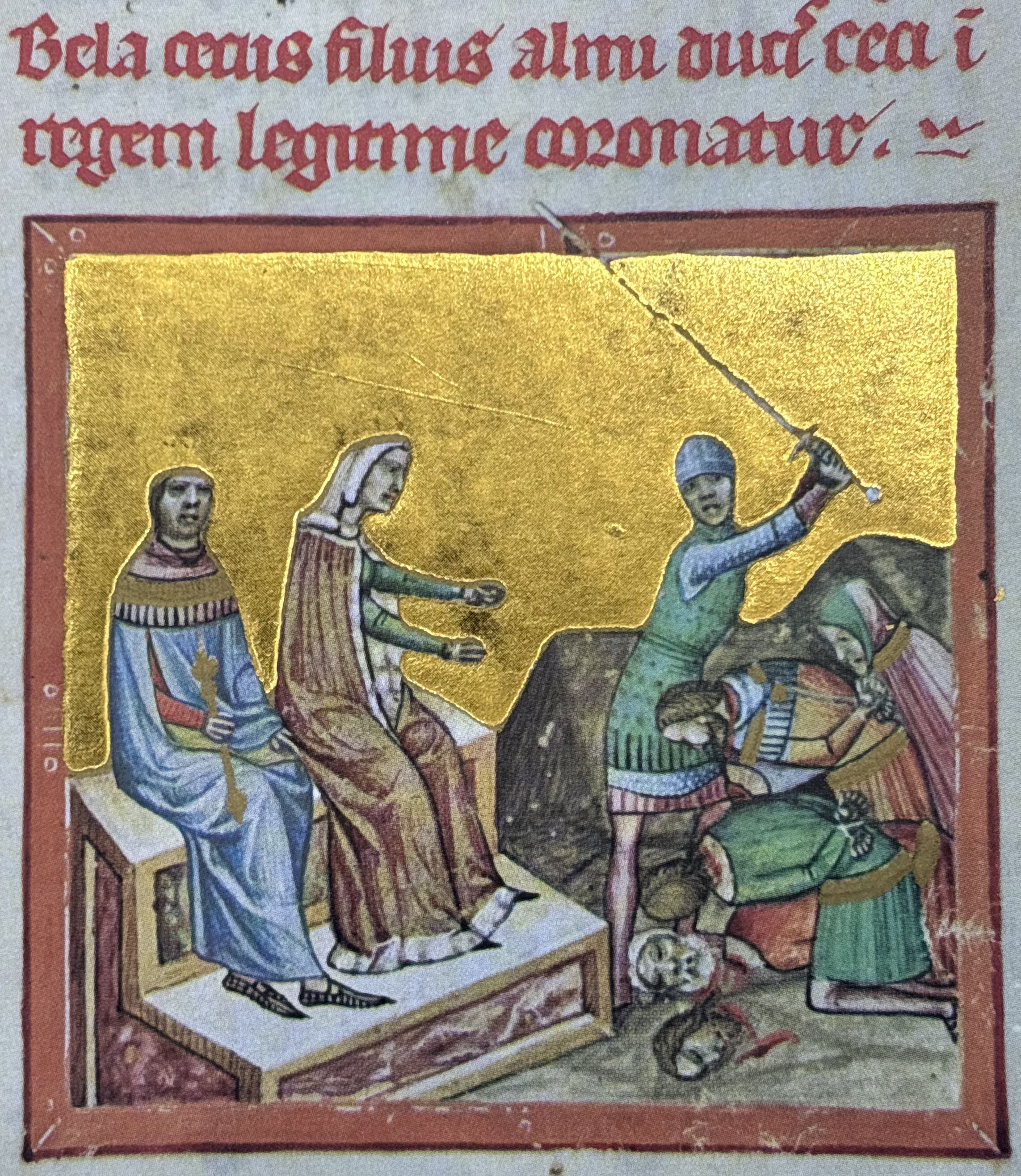
I genitori di Ladislao, Béla II d'Ungheria e la regina Elena di Rascia, all'assemblea di Arad nel 1131. Miniatura tratta dalla Chronica Picta

Nato nel 1131, Ladislao era il secondo figlio del re Béla II d'Ungheria e di sua moglie, Elena di Rascia. Pochi mesi dopo la sua nascita, sua madre portò lui e suo fratello maggiore, Géza, a un'assemblea tenutasi ad Arad, dove gli aristocratici ritenuti responsabili dell'accecamento del sovrano furono massacrati su ordine della regina.
L'esercito di Béla II invase con successo la Bosnia nel 1136, evento che spinse il monarca ad adottare il titolo di re di Rama, dal nome di un piccolo fiume bosniaco. L'anno successivo, il re nominò Ladislao duca di Bosnia nel corso di una riunione tenutasi alla presenza di prelati e nobili a Esztergom. Tuttavia, Ladislao non governò mai personalmente il territorio e l'amministrazione rimase in capo al bano, che era un funzionario nominato o eletto.
Béla II morì il 13 febbraio 1141 e gli successe il figlio maggiore, il fratello maggiore di Ladislao, Géza II. La Chronica Picta riferisce che durante il suo regno il re Géza «concesse rendite ducali ai suoi fratelli», nello specifico a Ladislao e a suo fratello minore Stefano, in un anno non specificato; lo storico Bálint Hóman ha ritenuto che ciò accadde nel 1146. Gli studiosi Ferenc Makk e Gyula Kristó sostengono che i due duchi ricevettero questa concessione solo intorno al 1152, quando il re nominò suo figlio, Stefano, suo successore.
Il fratello minore di Ladislao, Stefano, cospirò contro il re Geza ma fallì nel 1156 o nel 1157. Stefano cercò dapprima rifugio nel Sacro Romano Impero, ma in seguito fuggì nell'impero bizantino. Ladislao si accodò alla sua scelta e si stabilì anch'egli a Costantinopoli intorno al 1160.

### Esilio
Le fonti dell'epoca non concordano sui motivi della partenza di Ladislao per Costantinopoli. Secondo Giovanni Cinnamo, sia Stephen che Ladislao «divennero estremamente astiosi» verso il re Géza dopo aver litigato con lui. Dal canto suo, Niceta Coniata afferma che Ladislao giunse al cospetto di Manuele «non tanto perché Géza lo amava meno di quanto avrebbe dovuto o perché temeva un complotto da parte di suo fratello, ma più che altro perché era affascinato» dalla favorevole accoglienza riservata a Stefano dall'imperatore.
Géza II perì il 31 maggio 1162 e gli successe suo figlio, il quindicenne Stefano III. Tuttavia, l'imperatore Manuele, che secondo Giovanni Cinnamo «dava grande peso al governo dell'Ungheria», decise di intervenire a nome dei due fratelli del defunto re, affermando che «la legge degli ungheresi» prescriveva che la corona dovesse passare «sempre ai fratelli sopravvissuti». Inizialmente, Manuele Comneno si schierò a fianco del minore dei due fratelli, Stefano, come pretendente più credibile per il trono. Corrotta dagli inviati dell'imperatore Manuele, la maggioranza dei nobili ungheresi si dichiarò disposta a detronizzare il giovane monarca, proponendo però al posto di Stefano, ritenuto un burattino di Costantinopoli, Ladislao. Sei settimane dopo l'incoronazione del giovane Stefano III, i suoi sostenitori furono sbaragliati a Kapuvár, evento che lo costrinse a lasciare il territorio magiaro e a cercare asilo in Austria.
(Niceta Coniata)

### Regno
Ladislao fu incoronato re nel luglio 1162 e a supervisionare la cerimonia fu Mikó, arcivescovo di Kalocsa, in quanto l'omologo di Esztergom, Luca, rimase fedele a Stefano III e continuò a considerare Ladislao un usurpatore. Luca scomunicò Ladislao, venendo però arrestato e imprigionato a seguito di quest'azione.
Secondo la cronaca di Enrico di Mügeln, Ladislao concesse un terzo del regno a suo fratello Stefano e il titolo di duca. Cinnamo riferisce che Ladislao concesse il titolo di urum ("Mio signore") a suo fratello poiché, «tra gli ungheresi, questo nome indica il successore nella linea di discendenza reale». Ladislao provò a riconciliarsi con i suoi oppositori e concesse la libertà all'arcivescovo Luca a Natale su richiesta di papa Alessandro III. Tuttavia, il chierico non rinunciò alla sua posizione e continuò a sostenere Stefano III, che era tornato in Ungheria e si era impossessato di Presburgo (l'odierna Bratislava, in Slovacchia). Ladislao scelse di non attaccare suo nipote a Presburgo per non scatenare una guerra civile, ma imprigionò nuovamente l'arcivescovo Luca.
La Chronica Picta riserva toni duri a Ladislao, affermando che egli «usurpò la corona per sei mesi» e morì il 14 gennaio 1163. Le sue spoglie furono sepolte nella basilica di Albareale (Székesfehérvár).

## Ascendenza
|                        |                 |                       | Genitori            |  |  | Nonni |  |  | Bisnonni          |  |  | Trisnonni         |  |
|                        |                 |                       |                     |  |  |       |  |  | Géza I d'Ungheria |  |  | Béla I d'Ungheria |  |
|                        |                 |                       |                     |  |  |       |  |  | Géza I d'Ungheria |  |  | Béla I d'Ungheria |  |
|                        |                 | Richeza di Polonia    |                     |  |  |       |  |  | Géza I d'Ungheria |  |  |                   |  |
| Álmos d'Ungheria       |                 |                       |                     |  |  |       |  |  | Géza I d'Ungheria |  |  |                   |  |
|                        |                 | Sofia di Loon         | Emmo di Loon        |  |  |       |  |  |                   |  |  |                   |  |
|                        |                 | Sofia di Loon         | Emmo di Loon        |  |  |       |  |  |                   |  |  |                   |  |
|                        |                 | Sofia di Loon         | Suanilde d'Olanda   |  |  |       |  |  |                   |  |  |                   |  |
| Béla II d'Ungheria     |                 | Sofia di Loon         |                     |  |  |       |  |  |                   |  |  |                   |  |
|                        |                 | Svjatopolk II di Kiev | Izjaslav I di Kiev  |  |  |       |  |  |                   |  |  |                   |  |
|                        |                 | Svjatopolk II di Kiev | Izjaslav I di Kiev  |  |  |       |  |  |                   |  |  |                   |  |
|                        |                 | Svjatopolk II di Kiev | Gertrude di Polonia |  |  |       |  |  |                   |  |  |                   |  |
| Predslava di Kiev      |                 | Svjatopolk II di Kiev |                     |  |  |       |  |  |                   |  |  |                   |  |
|                        |                 | ?                     | …                   |  |  |       |  |  |                   |  |  |                   |  |
|                        |                 | ?                     | …                   |  |  |       |  |  |                   |  |  |                   |  |
|                        |                 | ?                     | …                   |  |  |       |  |  |                   |  |  |                   |  |
| Ladislao II d'Ungheria |                 | ?                     |                     |  |  |       |  |  |                   |  |  |                   |  |
|                        | Marko di Rascia | Petrislav di Rascia   |                     |  |  |       |  |  |                   |  |  |                   |  |
|                        | Marko di Rascia | Petrislav di Rascia   |                     |  |  |       |  |  |                   |  |  |                   |  |
|                        | Marko di Rascia | …                     |                     |  |  |       |  |  |                   |  |  |                   |  |
| Uroš I di Rascia       | Marko di Rascia |                       |                     |  |  |       |  |  |                   |  |  |                   |  |
|                        |                 |                       | …                   |  |  |       |  |  |                   |  |  |                   |  |
|                        |                 |                       |                     |  |  |       |  |  |                   |  |  |                   |  |
|                        |                 | …                     |                     |  |  |       |  |  |                   |  |  |                   |  |
| Elena di Rascia        |                 |                       |                     |  |  |       |  |  |                   |  |  |                   |  |
|                        |                 | Costantino Diogene    | Romano IV Diogene   |  |  |       |  |  |                   |  |  |                   |  |
|                        |                 | Costantino Diogene    | Romano IV Diogene   |  |  |       |  |  |                   |  |  |                   |  |
|                        |                 | Costantino Diogene    | Anna di Bulgaria    |  |  |       |  |  |                   |  |  |                   |  |
| Anna Diogenissa        |                 | Costantino Diogene    |                     |  |  |       |  |  |                   |  |  |                   |  |
|                        |                 | Teodora Comnena       | Giovanni Comneno    |  |  |       |  |  |                   |  |  |                   |  |
|                        |                 | Teodora Comnena       | Giovanni Comneno    |  |  |       |  |  |                   |  |  |                   |  |
|                        |                 | Teodora Comnena       | Anna Dalassena      |  |  |       |  |  |                   |  |  |                   |  |
|                        |                 | Teodora Comnena       |                     |  |  |       |  |  |                   |  |  |                   |  |

## Discendenza
Si ipotizza che Ladislao rimase vedovo quando arrivò a Costantinopoli intorno al 1160, ma sia il nome di sua moglie e dei membri della famiglia di quest'ultima restano sconosciuti. Utilizzando il condizionale, Niceta Coniata testimonia che Ladislao «avrebbe potuto sposare un donna di sangue reale» a Costantinopoli, ma che ciò non avvenne «perché non voleva dimenticare il bisogno di tornare nel suo paese e accantonare i suoi piani cedendo al fascino di una moglie». Alla fine, Ladislao ebbe comunque una figlia, tale Maria, la quale sposò Nicola Michiel, figlio del doge di Venezia Vitale II.

### Fonti primarie
- Giovanni Cinnamo, Deeds of John and Manuel Comnenus by John Kinnamos, traduzione di Charles M. Brand, Columbia University Press, 1976, ISBN 0-231-04080-6.
- Niceta Coniata, O City of Byzantium, Annals of Niketas Choniatēs, traduzione di Harry J. Magoulias, Wayne State University Press, 1984, ISBN 978-0-8143-1764-8.
- (EN) Dezső Dercsényi, Leslie S. Domonkos (a cura di), Chronica Picta, Corvina, Taplinger Publishing, 1970, ISBN 0-8008-4015-1.

### Fonti secondarie
- (EN) Július Bartl, Dušan Škvarna, Viliam Čičaj e Mária Kohútova, Slovak History: Chronology & Lexicon, Wauconda, Bolchazy-Carducci Publishers, 2002, ISBN 978-08-65-16444-4.
- (EN) Florin Curta, Southeastern Europe in the Middle Ages, 500-1250, Cambridge, Cambridge University Press, 2006, ISBN 978-0-511-81563-8.
- (EN) Pál Engel, The Realm of St Stephen: A History of Medieval Hungary, 895-1526, I.B. Tauris Publishers, 2001, ISBN 1-86064-061-3.
- (HU) Gyula Kristó e Ferenc Makk, Az Árpád-ház uralkodói [Sovrani della casata degli Arpadi], I.P.C. Könyvek, 1996, ISBN 963-7930-97-3.
- (EN) Ferenc Makk, The Árpáds and the Comneni: Political Relations between Hungary and Byzantium in the 12th century, traduzione di György Novák, Akadémiai Kiadó, 1989, ISBN 963-05-5268-X.
- (HU) Ferenc Makk, II. László, in Gyula Kristó, Pál Engel e Ferenc Makk, Korai magyar történeti lexikon (9-14. század) [Enciclopedia dell'Antica Storia Ungherese (IX-XIV secolo], Akadémiai Kiadó, 1994,  p. 396, ISBN 963-05-6722-9.
- (EN) Paul Stephenson, Byzantium's Balkan Frontier: A Political Study of the Northern Balkans, 900-1204, Cambridge University Press, 2000, ISBN 978-0-521-02756-4.